# Kabargin Oth
Kabargin Oth (Georgisch: კაბარგინ) is een groep van vulkanen in Zuid-Ossetië, een afscheidingsgebied van Georgië, bestaande uit twaalf sintelkegels en lavakoepels. Het hoogste punt is 3650 meter. De vulkanen liggen ten zuidwesten van de vulkaan Kazbek in de Grote Kaukasus.